# Rock Band 3
Rock Band 3 er et musikspil af Harmonix, som blev udgivet d. 26. oktober i Danmark til Xbox 360, Wii, Nintendo DS og PlayStation 3.
| Spillekonsol | Spire Denne spillekonsolsrelaterede artikel er en spire som bør udbygges. Du er velkommen til at hjælpe Wikipedia ved at udvide den. |